# Dupuy (Québec)
Pour les articles homonymes, voir Dupuy.
Dupuy est une municipalité de la province de Québec, dans la municipalité régionale de comté d'Abitibi-Ouest de la région administrative Abitibi-Témiscamingue.

## Toponymie
En retenant cette appellation, on a voulu souligner l'intention de monseigneur Élie-Anicet Latulipe (1859-1922), premier évêque d'Haileybury en 1916, de placer la région de l'Abitibi sous la protection des douze apôtres, dont Saint-Jacques-le-Mineur, de même que le passage de l'abbé Jean-Baptiste Dupuy (1804-1879) en 1836, comme missionnaire au poste du lac Abitibi. Celui-ci a également exercé la fonction de curé à Iberville (1852-1858) et à Saint-Antoine-sur-Richelieu (1858-1877).
Son patronyme identifie en outre le bureau de poste ouvert en ces lieux en 1917. L'arrivée des premiers colons est fixée à l'aube de la Première Guerre mondiale, alors que le territoire sur lequel ils s'étaient installés appartenait à la municipalité de La Reine. De nos jours, la vocation économique de la municipalité gravite autour de l'agriculture, de l'exploitation forestière et des ressources minières.

## Histoire
Née au début du XXe siècle, à l'instar des autres localités abitibiennes, Saint-Jacques-de-Dupuy, devenue Dupuy en 1995, reçoit ses premiers colons en 1912 venus de Saint-Gabriel-de-Brandon. Elle comportait au début le statut de paroisse et répondait à l'appellation de Saint-Jacques-le-Mineur, patronyme d'un apôtre du Ier siècle. Fondée en 1916, cette paroisse, dont le statut fut confirmé en 1919, obtenait une reconnaissance sur le plan civil en 1920. Entre-temps, on avait procédé à la création de la municipalité des cantons unis de La Reine-et-Desmeloizes-Partie-Est (1918), dénomination rappelant un régiment de Montcalm et un officier blessé au siège de Québec en 1759, qui allait devenir la municipalité de Saint-Jacques-de-Dupuy en 1922.

### Chronologie
- 20 septembre 1918 : fondation des cantons-unis de La Reine et Demeloizes Partie Est.
- 1922 : changement de dénomination pour "Saint-Jacques-de-Dupuy".
- 1er janvier 1983 : annexion d'une partie de la municipalité de La Reine par Dupuy.
- 4 mars 1995 : changement de dénomination pour "Dupuy".

## Gentilé
Dupuyen, Dupuyenne

## Géographie
À l'ouest de La Sarre dont elle est voisine, et à l'est de La Reine, on retrouve cette municipalité dont le territoire évoque vaguement une croix. Vaste espace peu peuplé, baigné par la rivière Desmeloizes dans sa partie est, l'endroit répondait au début au nom de Calamity Creek, tiré de celui du ruisseau Calamité.

## Démographie
| 1991  | 1996  | 2001  | 2006 | 2011 | 2016 | 2021 |
| ----- | ----- | ----- | ---- | ---- | ---- | ---- |
| 1 161 | 1 100 | 1 010 | 955  | 930  | 931  | 940  |

## Administration
Les élections municipales se font en bloc pour le maire et les six conseillers.
| Dupuy Maires depuis 2005                                                                                             |                  |            |          |
| Élection | Maire            | Qualité    | Résultat |
| 2005 | Marc-André Côté  |            | Voir     |
| 2009 | Marc-André Côté  | Voir       |          |
| 2013 | Normand Lagrange |            | Voir     |
| 2017 | Normand Lagrange | Voir       |          |
| avr. 2019 | Rémi Jean        | Conseiller | Voir     |
| 2021 | Alain Grégoire   |            | Voir     |
| Élection partielle en italique Depuis 2005, les élections sont simultanées dans toutes les municipalités québécoises |                  |            |          |

## Citoyens connus
- Christine Moore, députée d'Abitibi-Témiscamingue à la Chambre des Communes
- Danielle Trottier, auteure de plusieurs séries télévisées, dont Emma, La Promesse et Unité 9.
- Jeannot Robitaille, athlète de tir à l'arc